# Večnost in dan
Večnost in dan (grško Μια αιωνιότητα και μια μέρα, Mia aioniótita kai mia méra) je grški dramski film iz leta 1998, ki ga je režiral Theo Angelopoulos in zanj tudi napisal scenarij skupaj s Toninom Guerro, Petrosom Markarisom in Giorgiem Silvagnijem, v glavnih vlogah pa nastopajo Bruno Ganz, Isabelle Renauld in Fabrizio Bentivoglio. Zgodba prikazuje slavnega pisatelja Alexandra (Ganz), ki je resno bolan in mu ni preostalo več veliko časa. Ob urejanju svojih zadev na ulici sreča dečka, nezakonitega priseljenca iz Albanije, in namesto na dodatne preglede v bolnišnico se skupaj odpravita na potovanje do dečkovega doma.
Film je bil premierno prikazan 23. maja 1998 na Filmskem festivalu v Cannesu, kjer je prejel glavno nagrado zlata palma in tudi nagrado ekumenske žirije. Film je bil izbran za grškega kandidata za oskarja za najboljši tujejezični film na 71. podelitvi, toda ni se uvrstil v ožji izbor. Osvojil je sedem grških filmskih nagrad, za najboljši film, stransko igralko (Gerasimidou), režijo, scenarij, glasbo, scenografijo in kostumografijo. Nominiran je bil tudi za najboljši film na Mednarodnem filmskem festivalu v Sao Paulu, najboljši tuji film argentinske zveze filmskih kritikov in za zlato žabo na festivalu Camerimage. Na spletni strani s filmskimi recenzijami Rotten Tomatoes ima oceno 95%.

## Vloge
- Bruno Ganz kot Alexandre
- Isabelle Renauld kot Anna
- Fabrizio Bentivoglio kot pesnik
- Achileas Skevis kot deček
- Alexandra Ladikou kot Annina mati
- Despina Bebedelli kot Alexandrova mati
- Helene (Eleni) Gerasimidou kot Urania
- Iris Chatziantoniou kot Alexandrova hči
- Nikos Kouros kot Annin stric
- Alekos Oudinotis kot Annin oče
- Nikos Kolovos kot zdravnik